# 上田文人
上田文人（1970年4月19日—）日本电子游戏设计师、游戏导演，出生于日本兵库县的龙野市。他因主导制作了两部富含艺术美感的电子游戏《ICO》和《汪达与巨像》而著名。上田文人从1997年进入索尼，是索尼电脑娱乐旗下工作室ICO小组的创始人及总经理，直到2011年12月宣布辞职；不过他表示会以独立开发人员的身份完成《食人巨鷹 TRICO》的制作。

## 生平
1970年4月19日，上田文人出生于日本兵库县龙野市。
1993年，上田文人从大阪藝術大學美术学科（专攻現代美術油絵学科）毕业。他购入了一台Amiga电脑并对CG产生了兴趣并开始自学。
1995年，上田文人在尝试以艺术家维生之后，他决定投身进入电子游戏产业。他最早进入的是WARP，WARP的社长是游戏鬼才飯野賢治。而上田文人参与的首部游戏是世嘉土星上的《异灵》（Enemy Zero，エネミー・ゼロ），它的制作人正是飯野賢治。上田文人的工作是一个动画师。
1997年2月，上田文人进入索尼电脑娱乐，成为索尼的一位第一方开发人员。而他所带领的ICO小组之后为索尼在PlayStation 2上推出了《ICO》和《汪达与巨像》，堪称经典。
2001年，上田文人在索尼制作的第一款游戏《ICO》在PlayStation 2平台上发售。他一人担任了游戏导演、首席设计、首席动画、封面设计和艺术指导等工作。
2005年，上田文人在索尼制作的第二款游戏《汪达与巨像》在PlayStation 2平台上发售。他的主要工作是游戏导演和首席设计。
2009年，在当年的E3游戏展上，索尼发布了ICO小组在PlayStation 3上的首部作品《食人巨鷹 TRICO》。 上田文人依旧是本作导演。
2011年12月，上田文人宣布从索尼辞职，同时也辞去了在ICO小组的职位。 不过他会继续以自由身份继续帮助完成《食人巨鷹 TRICO》的开发。
2014年夏天，上田文人宣布成立独立游戏工作室genDesign，工作室将继续参与到《最后的守护者》的开发中。
2020年3月，上田文人和Epic Games达成合作关系，将制作基于虚幻引擎的电子游戏新作。

## 参与作品
| 游戏名称                  | 发售日期       | 开发商                       | 平台          | 担任职位                                           |
| ------------------------- | -------------- | ---------------------------- | ------------- | -------------------------------------------------- |
| 《异灵》                  | 1996年12月13日 | WARP                         | SEGA Saturn   | 电脑动画师                                         |
| 《ICO》                   | 2001年12月6日  | ICO小组/索尼电脑娱乐         | PlayStation 2 | 游戏导演、首席设计师 首席动画师、封面设计 艺术指导 |
| 《汪达与巨像》            | 2005年10月27日 | ICO小组/索尼电脑娱乐         | PlayStation 2 | 游戏导演、首席设计师                               |
| 《ICO & 旺达与巨像 合集》 | 2011年9月22日  | Bluepoint Games/索尼电脑娱乐 | PlayStation 3 | 游戏监督                                           |
| 《食人巨鷹 TRICO》        | 2016年12月6日  | genDESIGN/索尼电脑娱乐       | PlayStation 4 | 游戏导演                                           |

- 游戏发售日期以日版为准